# Oberheister
Oberheister ist ein Ortsteil der Gemeinde Neunkirchen-Seelscheid im Rhein-Sieg-Kreis in Nordrhein-Westfalen.

## Lage
Oberheister liegt nördlich von Seelscheid an der Bundesstraße 56 und an der Grenze zu Much. Nachbarorte sind Heister und Siefen im Westen, Pütz im Nordwesten, Huven im Nordosten und Stein im Süden.

## Geschichte
1888 gab es in Stümpershäuschen elf Bewohner in zwei Häusern. Der Ort wurde, in Klammern gesetzt, auch als Oberheister bezeichnet.
1910 wurden weder Stümpershäuschen noch Oberheister aufgeführt. Der Ort entstand also richtig erst Anfang des 20. Jahrhunderts Heute ist er mit Heister, Meistershofen, Broch und Much-Oberbitzen zusammengewachsen.
Das Dorf gehörte bis 1969 zur Gemeinde Seelscheid.